# 土佐山椒蝾螺
土佐山椒蝾螺（学名：Cantrainea tosaensis），舊屬原始腹足目蝾螺科平厴螺屬，今屬縮口螺科Cantrainea屬。

## 分佈
主要分布于台湾，常栖息在浅海沙底。